# Jasper De Buyst
Jasper De Buyst (Asse, 24 de noviembre de 1993) es un deportista belga que compite en ciclismo en las modalidades de pista, especialista en la prueba de madison, y ruta.
Ganó una medalla de bronce en el Campeonato Mundial de Ciclismo en Pista de 2015 y una medalla de bronce en el Campeonato Europeo de Ciclismo en Pista de 2025.

## Medallero internacional
| Campeonato Mundial | Campeonato Mundial       | Campeonato Mundial | Campeonato Mundial |
| Año                | Lugar                    | Medalla            | Competición        |
| ------------------ | ------------------------ | ------------------ | ------------------ |
| 2015               | Saint-Quentin (Francia)  | Medalla de bronce  | Madison            |
| Campeonato Europeo |                          |                    |                    |
| Año                | Lugar                    | Medalla            | Competición        |
| 2025               | Heusden-Zolder (Bélgica) | Medalla de bronce  | Puntuación         |

## Palmarés

### Carretera
2017
- Flecha de Heist
- 1 etapa del Tour de Valonia
- Gran Premio de la Villa de Zottegem
- Binche-Chimay-Binche

2019
- 1 etapa de la Vuelta a Dinamarca

2023
- Egmont Cycling Race

### Pista
2012
- 2.º en el Campeonato de Europa de Madison sub-23 (con Gijs Van Hoecke)
- 3.º en el Campeonato de Europa de Persecución por equipos sub-23 (con Gijs Van Hoecke, Moreno De Pauw y Joris Cornet)

2013
- Campeonato de Europa de Omnium sub-23
- Seis días de Grenoble (con Iljo Keisse)

2014
- Campeón de Bélgica en madison (con Iljo Keisse)
- Campeón de Bélgica en puntuación
- Copa del Mundo de Mánchester (Reino Unido) en Omnium
- 2.º en el Campeonato de Europa de Madison sub-23 (con Otto Vergaerde)
- 3.º en el Campeonato de Europa de Puntuación sub-23
- Seis días de Gante (con Kenny De Ketele)

2015
- 3.º en el Campeonato del Mundo en Madison (haciendo pareja con Otto Vergaerde)
- Campeonato de Bélgica en Madison (con Kenny De Ketele)

2018
- Seis días de Bremen (con Iljo Keisse)

## Resultados en Grandes Vueltas
| Carrera | Carrera         | 2012 | 2013 | 2014 | 2015  | 2016 | 2017 | 2018  | 2019  | 2020  | 2021 | 2022 | 2023  | 2024 | 2025 |
| ------- | --------------- | ---- | ---- | ---- | ----- | ---- | ---- | ----- | ----- | ----- | ---- | ---- | ----- | ---- | ---- |
|         | Giro de Italia  | —    | —    | —    | —     | —    | Ab.  | —     | Ab.   | —     | Ab.  | —    | —     | —    | —    |
|         | Tour de Francia | —    | —    | —    | —     | —    | —    | 142.º | 118.º | 142.º | Ab.  | —    | 136.º | —    |      |
|         | Vuelta a España | —    | —    | —    | 126.º | —    | —    | —     | —     | —     | —    | —    | —     | —    | —    |

| —: No participó | Ab: Abandono |